# جمعیت آرژانتین

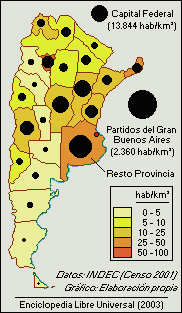
نقشه تراکم جمعیت بر حسب استان

این مقاله دربارهٔ ویژگی‌های جمعیت‌شناسی از قبیل: تراکم جمعیت، قومیت، وضعیت اقتصادی، و… آرژانتین است.
بیش از هر کشور دیگر در آمریکای لاتین، جمعیت آرژانتین دارای ریشه‌های اروپایی می‌باشد. بیشتر جمعیت از اعقاب ایتالیایی، اسپانیایی ،هلندی و دیگر ساکنان اروپایی تشکیل شده‌اند. مؤسسه ملی آمار و سرشماری آرژانتین (IDNEC) بر اساس سرشماری سال ۲۰۰۱ نشان داد که جمعیت آرژانتین ۳۶۲۶۰۱۳۰ نفر بوده‌است. این کشور، رتبه سوم از لحاظ کل جمعیت در کشورهای آمریکای جنوبی و رتبه سی‌ام را در میان کشورهای دنیا دارد. برآورد جمعیت برای سال ۲۰۲۲ میلادی، ۴۶,۰۴۴,۷۰۳ نفر بوده‌است. جمعیت آرژانتین در سال ۲۰۲۰ برابر ۴۰,۱۱۷,۰۹۶ نفر بوده‌است. امروزه آرژانتین، سومین کشور پرجمعیت آمریکای جنوبی محسوب میشود.
تراکم جمعیت آرژانتین ۱۴ نفر سکنه به ازای هر کیلومتر مربع است. اما، جمعیت به‌طور یکنواخت توزیع نشده‌است: نواحی شهر بوئنوس آیرس دارای تراکم جمعیتی حدود ۱۴۰۰۰ نفر/ کیلومتر مربع است؛ در حالی که استان سانتاکروز دارای تراکم جمعیتی کمتر از ۱نفر/ کیلومتر مربع می‌باشد. آرژانتین تنها کشور آمریکای لاتین با نرخ خالص مثبت مهاجرت در حدود ۶/۰+ نفر می‌باشد.

## جمعیت‌شناسی

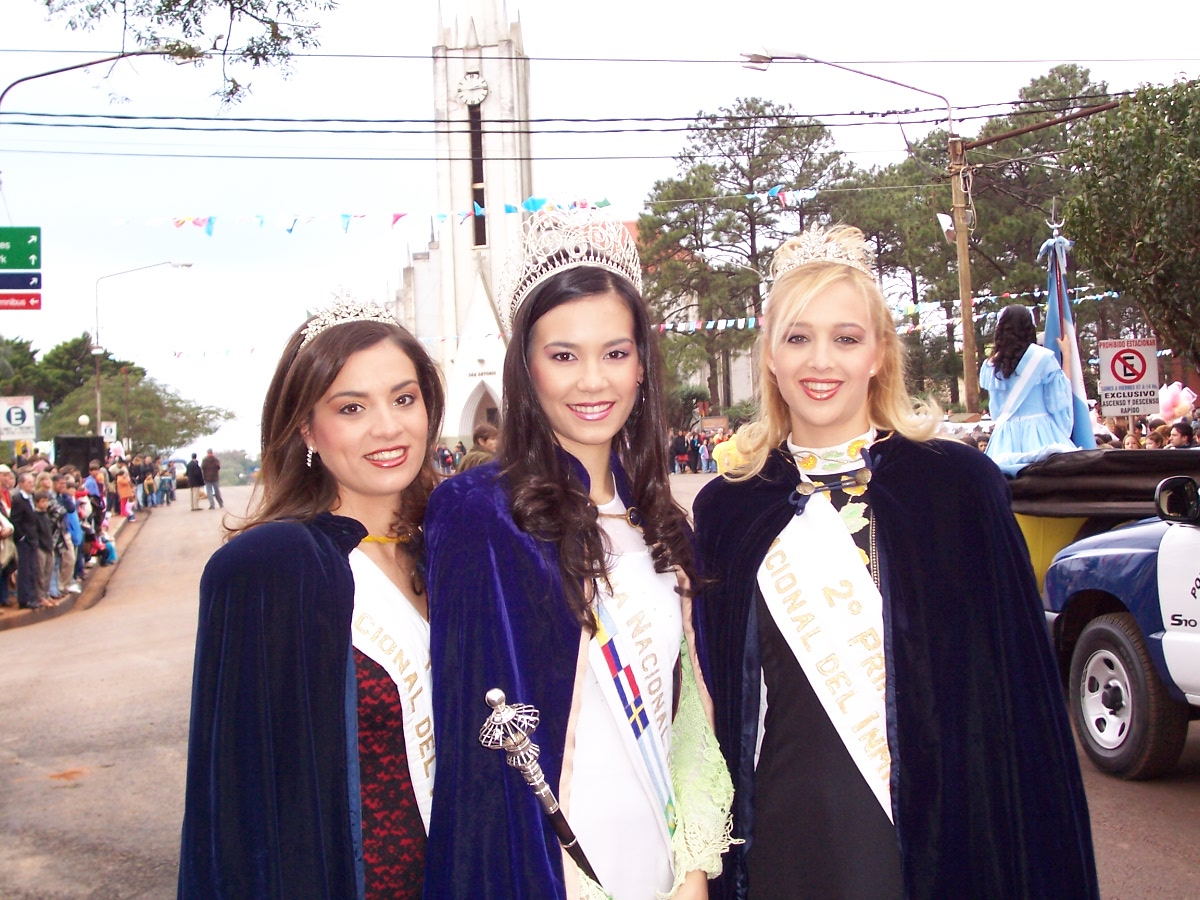
اپرای ملکه و شاهزادگان، درمیسیونس، جشنواره ملی مهاجران ۲۰۰۴.

پس از استعمارگران حاکم اسپانیایی، موج‌هایی از مهاجران از اواخر قرن ۱۹ ام تا اواسط قرن ۲۰ ام در آرژانتین اقامت گزیدند. عاملان اصلی این مهاجرت‌ها عمدتاً شامل مناطقی از ایتالیا همچون کامپانیا، پیمونت، کالابریا، ونتو، لمباردی بودند، و از اسپانیا (بیشتر از میان آن‌ها نژادهای گالیسیایی و باسک‌ها، و از فرانسه (که عمدتاً به بوئنوس آیرس و مندوسا) مهاجرت نمودند. تعداد کمتر اما مهم مهاجران از آلمان و سوئیس (در ناحیه به اصطلاح " منطقه دریاچه‌ها " از پاتاگونیا؛ و در کوردوبا)، اسکاندیناوی (دانمارک، نروژ و سوئد)، بریتانیای کبیر و جمهوری ایرلند (به نقاط بوئنوس آیرس، سانتا فه، و پاتاگونیا)، و نیزاز کشور پرتغال اقامت نمودند. اروپایی‌های شرقی نیز شماری از آن‌ها از لهستان، روسیه، اوکراین، رومانی و لیتوانی و نیز از کشورهای حوزه بالکان همچون کرواسی و مونته‌نگرو، خصوصاً در چاکو ساکن شدند. موج‌های کوچک‌تر ساکنان از استرالیا، آفریقای جنوبی و ایالات متحده آمریکا در میان ارقام مهاجرت به آرژانتین ثبت شده‌اند. یک جمعیت گسترده از ارمنی وجود دارد و نیز دره چوبوت پاتاگونیا دارای جمعیت عمده‌ای از اعقاب ولزی می‌باشد.
آرژانتین، میزبان بزرگ‌ترین جامعه یهودیان در آمریکای لاتین است. اکثریت جامعه یهودی آرژانتین از مهاجران با تبارهای یهودیان اشکنازی از اروپای شمالی و شرقی، و حدود ۲۰٪-۱۵ از گروه‌های سفاردی مربوط به اسپانیا یا کشورهای خاورمیانه می‌باشند. آرژانتین پنجمین کشور پرجمعیت از لحاظ جامعه یهودیان اشکنازی در جهان می‌باشد.

## اقلیت ها
بزرگ‌ترین اقلیت نژادی جمعیت دورگه (اروپایی/ آمریکایی) به ویژه در ایالات شمالی هستند. نسبت جمعیتی آن‌ها از ۳ تا ۱۵٪ برآورد می‌شود. در دهه‌های اخیر، به خصوص طی دهه ۱۹۹۰، یک نوع جریان ورود مهاجران از کشورهای همسایه و عمدتاً از پاراگوئه، بولیوی، و پرو وجود داشته‌است.
تعداد اندک اما روبه رشد مردم از آسیای شرقی نیز در آرژانتین و بیشتر در بوئنوس آیرس اقامت نموده‌اند. اولین گروهای آسیایی از ژاپن بوده‌اند؛ کره‌ای‌ها، ویتنامی‌ها، و چینی‌ها به دنبال آن‌ها قرار می‌گیرند. چینی‌ها نیز به تنهایی شدیداً افزایش یافته‌است، و هم‌اکنون به بیش از۶۰هزار نفر رسیده‌است. آرژانتین مأوایی برای جمعیت عمده آوارگان از کشور لائوس می‌باشد.
حدود ۳٪ از جمعیت کشور آرژانتین از مردم عرب بوده، که بیشتر مهاجران سوریه و لبنان هستند. بسیاری نیز موقعیت های برجسته‌ای در مشاغل کشوری و سیاسی پیدا نموده‌اند، از جمله رئیس‌جمهور سابق کارلوس منم، فرزند مقیمان سوریه‌ای از استان لا ریوخا بود. بیشتر آرژانتینی‌های عرب مسیحی از کلیساهای ارتدکس شرقی و کاتولیک شرقی بوده، و علاوه بر آن‌ها مسلمانان هم به عنوان بخش کوچکی از آرژانتینی‌های عرب در این کشور حضور دارند.
جمعیت مردمان بومی آمریکایی بر طبق برآورد تکمیلی مردمان بومی ۲۰۰۵ تقریباً به ۳۱۸۷۰۰ نفر می‌رسد (یعنی ۸/۰درصد کل جمعیت)، که اکثراً اعضا یا اعقاب اولین نسل‌های شناخته شده جامعه بومی می‌باشند. این شاخص‌ها ممکن است نوعی محاسبه دست پایین (زیر رقم واقعی) باشد، چرا که بیشتر آرژانتینی‌های بومی دیگر از لحاظ قبیله ای تعلق خاطر ندارد؛ و در بسیاری از مواقع آن‌ها طی چندین نسل در قبیله خود حضور نداشته‌اند.

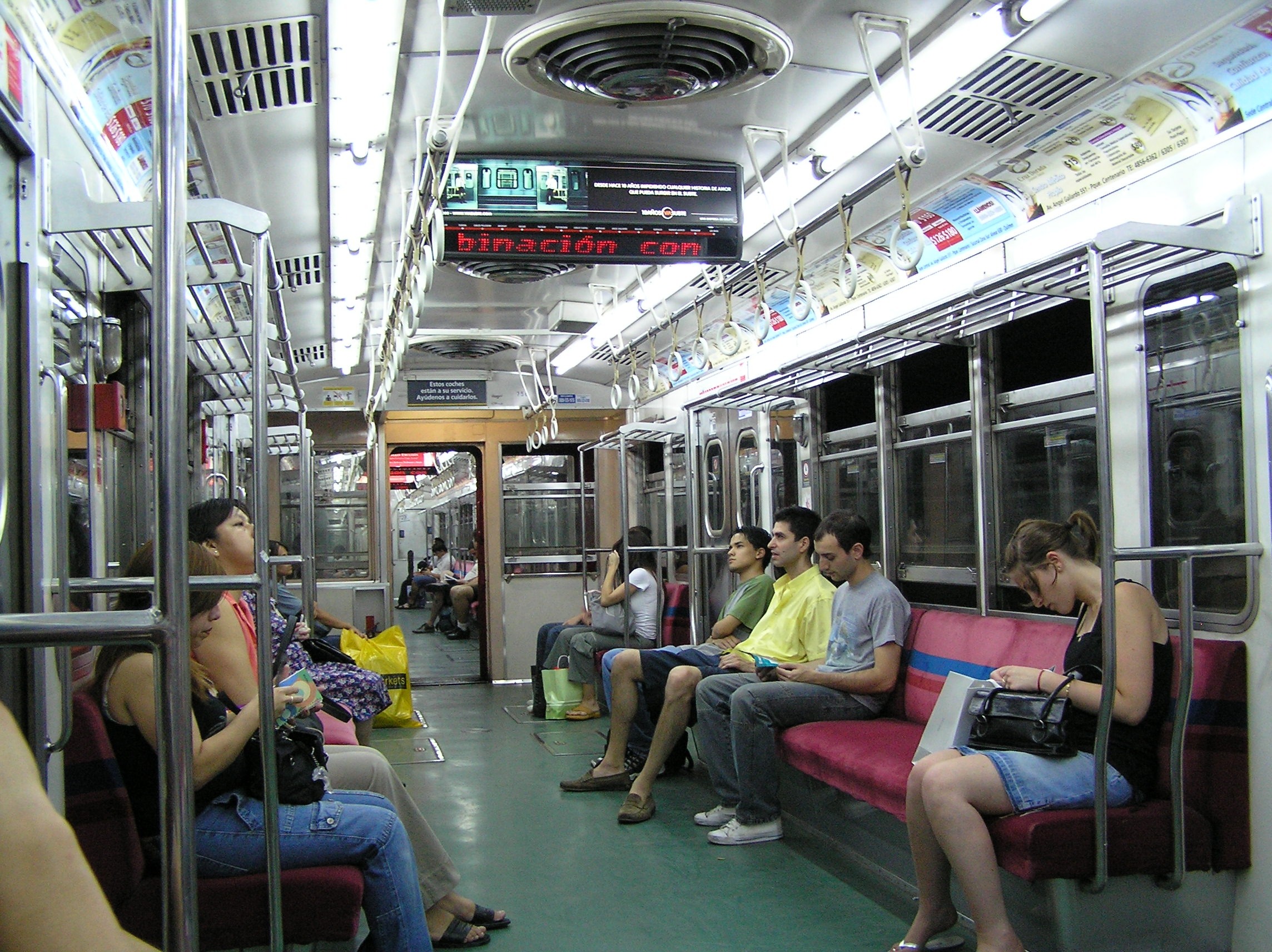
آرژانتینی ها درون مترو در بوئنوس آیرس.

## مهاجران غیرقانونی
مهاجرت غیرقانونی عامل جمعیتی نسبتاً مهمی در نمودارهای جمعیتی اخیر آرژانتین می‌باشد. بیشتر مهاجران غیرقانونی از بولیوی و پاراگوئه، و کشورهای مجاور با مرز شمالی آرژانتین می‌آیند. تعداد کمتری از پرو، اکوادور، رومانی، و جمهوری خلق چین وارد این کشور می‌شوند. در سال‌های اخیر شمار مسافران قاچاقی در داخل کشتی‌های وارد شده به کشور از آفریقای غربی افزایش یافته‌است. دولت آرژانتین تعداد غیر مستند آن‌ها را ۷۵۰۰۰۰ نفر برآورد نموده، و برنامه‌ای را تحت عنوان " پاتریا گرانده" (" وطن بزرگ‌تر") برای این منظور پیاده نموده‌است، تا مهاجران غیرقانونی را به قانونی کردن اقامت خود تشویق نماید؛ تا جایی که ۲۰۰۰۰۰ ظرفیت لازم تحت این برنامه برای آن‌ها اجرا شده‌است. برآوردهای غیررسمی نیز بیانگر آن است که بیش از ۱ میلیون نفر به‌طور غیرقانونی در آرژانتین اقامت دارند. MSNBC.com –

## شهرنشینی

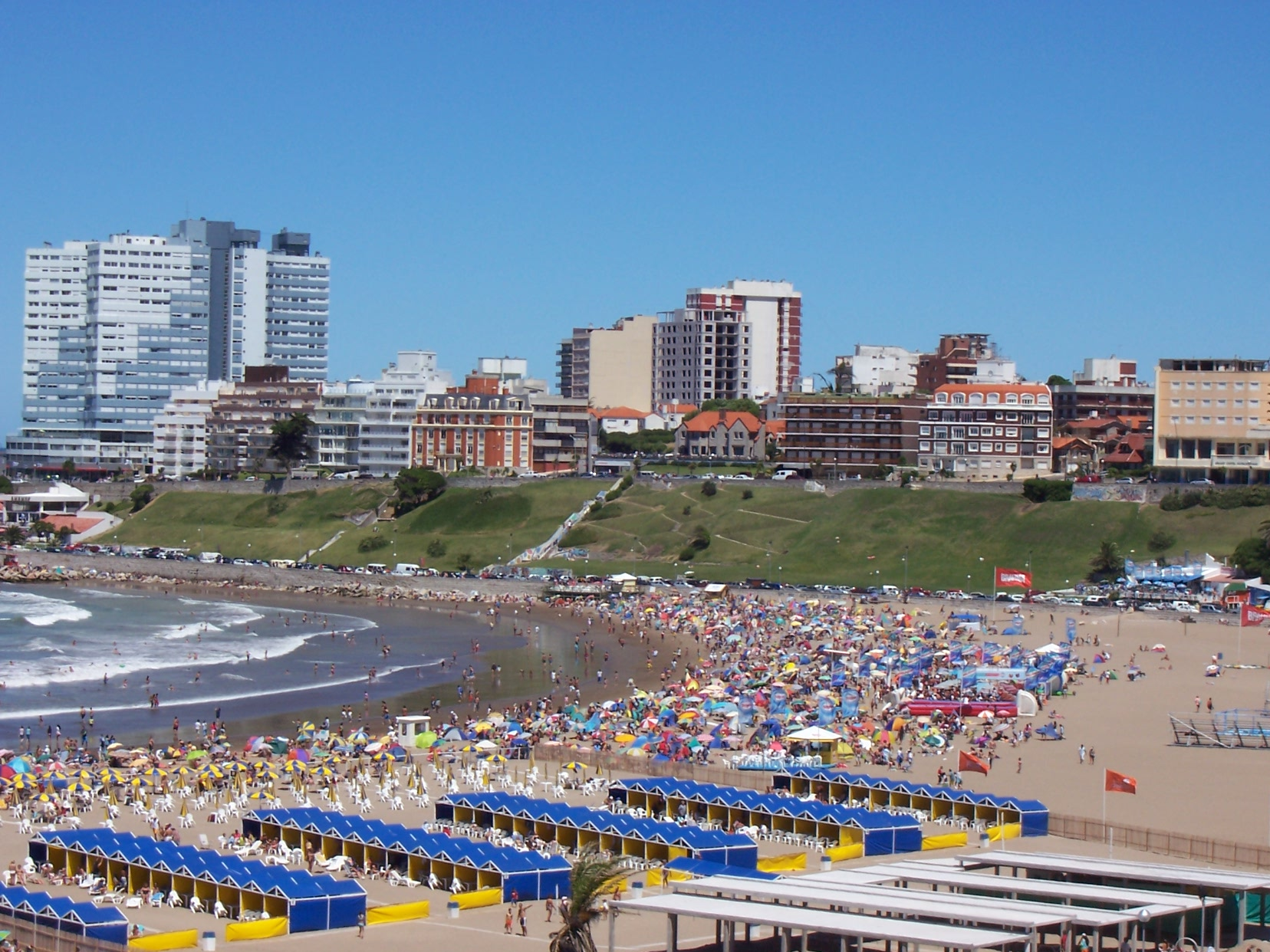
ماردل پلاتا، ساحل اقیانوس آرام

بسیاری از افراد جمعیت آرژانتین شهرنشین هستند. حدود ۷/۲ میلیون نفر از مردم در شهر خودگردان بوئنوس آیرس، ۵/۱۱ نفر در گران بوئنوس آیرس بزرگ‌تر (۲۰۰۱) زندگی می‌کنند، که این موجب می‌شود این شهر یکی از بزرگ‌ترین مجموعه‌های شهری در جهان باشد. با در نظر گرفتن نواحی چندملیتی عمده آنها، دومین و سومین شهر بزرگ آرژانتین، کوردوبا و روزاریو هستند، که حدود ۳/۱ و ۱/۱ میلیون نفر سکنه را به ترتیب در خود جای داده‌اند.
بیشتر مهاجران به آرژانتین در شهرهایی سکونت دارند که مشاغل، آموزش، و فرصت‌های دیگری در اختیار آن‌ها قرار می‌گیرد تا تازه‌واردها بتوانند وارد طبقه متوسط اجتماعی شوند. بسیاری نیز در شهرهای کوچک در حال رشد در کنار سیستم گسترده خط آهن ساکن هستند. از دهه ۱۹۳۰ به بعد، بسیاری از کارگران روستایی به شهرهای بزرگ حرکت نموده‌اند.
در دهه ۱۹۹۰ زمانی که خدمات راه‌آهن در آن‌ها متوقف شد این کشور شاهد تعدادی از نواحی روستایی بود که به شهرهای ارواح، تبدیل شده بودند و محصولات محلی که توان تولید کمی داشتند جای خود را به کالاهای وارداتی انبوه ارزان قیمت دادند. بسیاری از محلات فقیرنشین (" ویلای میسریا") در حواشی بزرگ‌ترین شهرها به وجود آمدند، که ساکنان فقیر طبقه پایین شهری، مهاجران از شهرهای کوچک‌تر در داخل آن‌ها ساکن شدند، و نیز تعداد زیادی از مهاجران از کشورهای همسایه که طی دوره تبدیل شدن خود به مقیم این کشور وارد شده و پس از بحران ۲۰۰۱ آنجا را ترک نکردند.
نواحی شهری آرژانتین دارای ظاهری اروپایی است که بازتابی از نفوذ ساکنان اروپایی در آن می‌باشد. بسیاری از شهرها به سبک سلیقه اسپانیایی‌ها در اطراف یک میدان اصلی به نام " پلازا " ساخته شده‌اند. یک کلیسای اعظم و ساختمان‌های مهم دولتی اغلب در مقابل این " پلازا " قرارمی گرفتند. طرح کلی شهرها " دامرو"، یا صفحه شطرنج نامیده می‌شود، چرا که آن براساس یک الگو از بلوک‌های چهارگوش است، اما توسعه‌های نوین برخی اوقات جدا از آن صورت می‌گیرند (شهر لاپلاتا، در اواخر قرن ۱۹ ام ساخته شده، و بر اساس یک طرح صفحه شطرنجی به علاوه خیابان‌های مورب با فواصل ثابت ساخته شده‌است). برجهای ال فارو، معماری نوین را در امر شهرسازی نشان می‌دهد.